# Ai Otsuka
Ai Otsuka (大塚愛, Ōtsuka Ai, Osaka, 9 de setembro de 1982) é uma cantora, compositora, atriz, ilustradora e escritora de livros japonesa.
Suas canções vão das agitadas até as mais calminhas e cheias de doçura. Combinadas com todo seu carisma e simpatia, garantem seu grande sucesso junto ao público das mais variadas idades. Ai-chan, como também é conhecida, é uma artista de múltiplos talentos que além de cantar e compor, ela também interpreta, gosta de desenhar e toca piano desde pequena. Entre seus hobbies está ensaiar sua voz enquanto está em casa. O single de maior sucesso (e responsável por torná-la internacionalmente famosa) é "Sakuranbo", do álbum LOVE PUNCH.

## Biografia
Ai Otsuka nasceu em Osaka, Onde passou sua infância. Com quatro anos de idade começou a tocar piano, que mais tarde se tornaria uma de suas paixões. Após terminar o colegial seguiu carreira nas artes da Universidade de Osaka e também se formou com professor de pré-escolar. Na pré-adolescentes tinha começado a escrever e compor suas próprias canções, aos 20 anos finalmente decidiu tentar a sorte como cantora profissional, e continuar com seus estudos.
Seu começo na música ainda adolescente, formou uma banda com um amigo chamado Mami Nishida Himawari, Que permaneceu ativa por algum tempo. Neste momento foi quando um dos seus maiores sucesso, "Sakuranbo" Foi criado, e estava disponível online para download no site oficial da dupla.
Em 2002 Gravaram uma demo de sua canção "Daisuki da Yo.."Junto com a canção "Amaenbo" que foram enviadas a gravadora Avex Trax.

### Início de Carreira e Êxito
Seu primeiro single "Momo no Hanabira" laçado em 2003 estreou em 24º na Oricon tendo um sucesso razoável. Seu segundo single "Sakuranbo" estreou em 5º na Oricon, o single ficou na parada por 101 semanas (quase dois anos) sendo o décimo segundo single mais vendido de 2004, a canção foi usada com tema para os programas de televisão Mecha-Mecha Ikiteru! e COUNT DOWN TV. 
Em 2004 lançou seu terceiro single "Amaenbo" que foi usada em anúncio de televisão para comprimidos Stona Rhini S Stona Rhini S (ストナリニS, sutona rini S). No final de março de 2004 lançou seu primeiro LOVE PUNCH que estreou em 6º na Oricon vendendo 190,265 cópias em sua primeiro semana de vendas, o álbum teve um grande sucesso comercial sendo o 20º álbum vendido em 2004.
Em julho Ai Otsuka já estava trabalhando no single Happy Days do seu próximo álbum, este trabalho lhe rendeu aparecer em um comercial de televisão promoção de um produto, que eram os Ice Box empresa de produtos de confeitaria Morinaga. Em novembro lançou seu segundo álbum LOVE JAM que estreou em 1º na Oricon apesar de não ter vendido mais que seu álbum anterior LOVE PUNCH também teve grande êxito comercial. 
Em 2005 lançou sua primeira turnê Love Jam Tour 2005 da qual foi gravado seu primeiro DVD ao vivo JAM PUNCH TOUR 2005 ~Condor no Pants Gakui Condor~. Um mês após o lançamento do seu álbum LOVE JAM lançou o single Kingyo Hanabi e em  fevereiro lançou o single "Daisuki da Yo"., em 2005 lançou o single "Kuroge Wagyu Joshio Tan Yaki 680 Yen" ambos estrearam em 3º na Oricon, esses trabalhos rederam a ela um contrato melhorado com Avex Trax e também ganho o prêmio de artista revelação no Japan Record Award.
Em 2005 seu single "SMILY/Bidama" foi o primeiro a alcançar a primeira posição na Oricon. Foi durante este tempo, em junho de 2005, que Ai Otsuka fez sua estréia com o drama Tokyo Friends. Diferentemente da maioria dos dramas, a série foi lançada diretamente em DVD e nunca foi ao ar na TV. Seu décimo single lançado em julho "Neko ni Fūsen" uma canção dedicada aos gato não alcançou o primeiro lugar na Oricon sendo o single menos vendido do seu terceiro álbum LOVE COOK. Em setembro lançou o single 'Planetarium" sendo o seu segundo maior single ficando atrás apenas de "Sakuranbo". A nível musical mais maduro Ai Otsuka se refletiu em seu terceiro álbum, intitulado "LOVE COOK" que foi lançado no final 2005. O álbum estreou em 1º na Oricon, sendo até agora seu álbum mais vendido com mais de 800 mil cópias vendidas.
Em 2007 lançou sua primeira coletânea Ai am BEST estreou em 1º na Oricon e vendeu cerca de 750 mil cópias sendo seu segundo álbum mais vendido até agora. 

### Evolução Musical e Atividades Recentes
Em abril de 2006, Ai Otsuka lançou o single "Frienger". O vídeo promocional foi filmado em Taiwan e foi usada como tema do comercial para promover celulares tocadores de MP3 W41T 4 GB Toshiba.
Ela também compôs uma música para a cantora de sua mesma gravadora Ami Suzuki, que foi lançado 26 de julho de 2006. "Like a Love?" Foi especulado que pelo motivo de Ai Otsuka ter composto a canção ela seria bem sucedida nas paradas de sucesso, no entanto, acabou por ser um fracasso devido à falta de divulgação.
Logo após o lançamento de "Frienger", Ai Otsuka reprisou seu papel como atriz no filme "Tokyo Friends: The Movie", que chegou aos cinemas no Japão em 12 de agosto de 2006. O filme é uma seqüência direta ao drama DVD lançado no ano anterior "Tokyo Friends". Seu single 'Yumekui' foi usado como tema do filme "Tokyo Friends: The Movie" que foi lançado como single em 2 de agosto de 2006.
Em 26 de Setembro de 2007 lançou seu quarto álbum LOVE PiECE estreando em 1º na Oricon. Dois meses depois do lançamento de Yumekui, Ai Otsuka lançou outro single, "Renai Shashin" em 25 de outubro de 2006, que foi usada como tema de abertura para o filme "Tada, Kimi wo Aishiteru". A canção foi baseada em eventos do filme e seu romance original, também chamado de 'Renai Shashin.
Otsuka lançou seu décimo quarto single, "CHU-LIP" em 21 de fevereiro de 2007. O single foi usada como tema para o drama da TBS Kirakira Kenshui, estrelado por Manami Konishi e Wentz Eiji de WaT.
Em 25 de julho de 2007 lançou PEACH/HEART, a música "PEACH" é uma música "mais animada" e foi usada como tema de final para o drama de verão Hanazakari E não Kimitachi, enquanto "HEART" é uma música mais "baladinha". O single também inclui uma versão re-arranjada da música 'Renai Shashin', intitulado "Renai Shashin-Haru".
Em 7 de novembro de 2007 lançou seu single "Pocket' o que incluia duas B-side Ticket e Life - Love Circle. O single acabou não sendo muito bem sucedido na parada de single da Oricon, vendendo apenas 61,350 cópias. Os single "Rocket Sneaker/One×Time" e "Kurage, Nagareboshi" também não tiveram grande êxito na parada da Oricon, os dois venderam cada um menos de 50 mil cópias.
Em 17 de dezembro de 2008 foi lançado seu quinto álbum LOVE LETTER que estreou em em 3º na Oricon. Em 25 de fevereiro de 2009, foi lançado o single "Bye Bye" que foi usado com tema em um comercial para bebidas Asahi Breweries beverage, The Asahi Slat.
Em 11 de novembro de 2009 foi lançada sua segunda coletânea LOVE is BEST que músicas da cantora com tema de amor, algumas músicas ganharam versões especiais para esse CD. Uma semana após o lançamento do álbum LOVE is BEST Ai Otsuka lançou se primeiro mini-álbum LOVE.IT.

### Atualmente
Otsuka conheceu seu atual marido (Su) em aisu×time” (música de Ai Otsuka em parceria com SU), disponível no álbum “LOVE is BEST“, e começaram a namorar desde o dia 25 dezembro de 2009. Se casando no ano seguinte em Junho, provavelmente. Sua filha nasceu dia 24 de Março de 2011, 13 dias após a tsunami no Japão. O nome da criança ainda não foi divulgado.

## Discografia

### Álbuns
| #          | Álbum                              | Vendas  | Posição Oricon |
| ---------- | ---------------------------------- | ------- | -------------- |
| 1º Álbum   | LOVE PUNCH 31 de Março de 2004     | 698.277 | #3             |
| 2º Álbum   | LOVE JAM 17 de Novembro de 2004    | 656.708 | #1             |
| 3º Álbum   | LOVE COOK 14 de Dezembro de 2005   | 835.333 | #1             |
| 4º Álbum   | LOVE PiECE 26 de setembro de 2007  | 362.630 | #1             |
| 5º Álbum   | LOVE LETTER 17 de dezembro de 2008 | 179,670 | #3             |
| mini-álbum | LOVE.IT 18 de novembro de 2009     | 2,000   | #82            |

### Coletâneas
| #            | Álbum                               | Vendas  | Posição Oricon |
| ------------ | ----------------------------------- | ------- | -------------- |
| 1º Coletânea | Ai am BEST 28 de Março de 2007      | 727,192 | #1             |
| 2º Coletânea | LOVE is BEST 11 de novembro de 2009 | 100.000 | #1             |

### Singles
| Ano  | Single                               | Posição Oricon | Vendas  | Álbum       |
| ---- | ------------------------------------ | -------------- | ------- | ----------- |
| 2003 | Momo no Hanabira                     | 24             | 44,822  | LOVE PUNCH  |
| 2003 | Sakuranbo                            | 5              | 527,674 | LOVE PUNCH  |
| 2004 | Amaenbo                              | 6              | 105,609 | LOVE PUNCH  |
| 2004 | Happy Days                           | 3              | 163,433 | LOVE JAM    |
| 2004 | Kingyo Hanabi                        | 3              | 148,121 | LOVE JAM    |
| 2004 | Daisuki da Yo.                       | 3              | 156,844 | LOVE JAM    |
| 2005 | Kuroge Wagyu Joshio Tan Yaki 680 Yen | 3              | 149,134 | LOVE JAM    |
| 2005 | SMILY/Bidama                         | 1              | 310,323 | LOVE COOK   |
| 2005 | Neko ni Fūsen                        | 3              | 111,324 | LOVE COOK   |
| 2005 | Planetarium                          | 1              | 316,425 | LOVE COOK   |
| 2006 | Frienger                             | 2              | 173,115 | LOVE PiECE  |
| 2006 | Yumekui                              | 5              | 146,665 | LOVE PiECE  |
| 2006 | Renai Shashin                        | 2              | 147,975 | LOVE PiECE  |
| 2007 | CHU-LIP                              | 3              | 120,779 | LOVE PiECE  |
| 2007 | PEACH/HEART                          | 1              | 169,245 | LOVE PiECE  |
| 2007 | Pocket                               | 5              | 61,350  | LOVE LETTER |
| 2008 | Rocket Sneaker/One×Time              | 4              | 44,428  | LOVE LETTER |
| 2008 | Kurage, Nagareboshi                  | 4              | 47,955  | LOVE LETTER |
| 2009 | Bye Bye                              | 8              | 21,022  | LOVE LETTER |
| 2010 | Zokkondition/LUCKY☆STAR              | 6              | 15,817  | —           |
| 2010 | I ♥ ×××                              | 8              | 13,041  | —           |

### Outros Singles
| Ano  | Single        | Posição Oricon | Vendas | Álbum   |
| ---- | ------------- | -------------- | ------ | ------- |
| 2007 | Love no Theme | 22             | 8,537  | LOVE.IT |
| 2007 | White Choco   | 70             | 2,736  | LOVE.IT |